# Aedes simanini
Aedes simanini är en tvåvingeart som beskrevs av Gutsevich 1966. Aedes simanini ingår i släktet Aedes och familjen stickmyggor. Inga underarter finns listade i Catalogue of Life.